# Belli (cognome)
Belli è un cognome di lingua italiana.

## Varianti
Bella, Bellacchini, Bellacci, Bellaccini, Bellami, Bellati, Bellato, Bellazzi, Belleri, Bellero, Belletti, Bellettini, Belletto, Bellia, Bellin, Bellini, Bellitti, Bellitto, Bellizzi, Bellizzo, Bello, Bellon, Bellone, Belloni, Belloti, Bellotti, Bellotto, Dal Bello, Dalbello, De Bella, De Belli, De Bello, Del Bello, Delbello, Di Bella, Di Bello, La Bella, Labella, Lo Bello, Lobello, Lubelli, Lubello.

## Origine e diffusione
Cognome tipicamente panitaliano, è presente prevalentemente nell'Italia centro-settentrionale.
Potrebbe derivare dal prenome Bello o da un toponimo o da un soprannome.
Diversa è l'etimologia del cognome Bellone, titolo onorifico insignito dalla Repubblica Romana per i valorosi in guerra, derivante dal culto della Dea Bellona (Bellum=Guerra), (venerata anticamente con il nome “Ma” in Comana del Ponto). I primi sacerdoti Bellone della storia furono Re Mitridate VI del Ponto, e Re Archelao III di Cappadocia.
In Italia conta circa 5787 presenze.
La variante Bella è tipicamente siciliana con presenze in Italia settentrionale; Bellacci è fiorentino e aretino; Bellaccini è senese; Bellazzi è tipico della provincia di Pavia; Bello è tipico dell'Italia meridionale, del Triveneto e del Piemonte; Belletti compare in Lombardia, Emilia-Romagna, Liguria e nel maceratese; Bellettini è emiliano-romagnolo; Belletto compare nel torinese; Bellati è lombardo; Bellato compare in Veneto, Piemonte e Lazio; Belleri è tipicamente bresciano, milanese, piemontese e umbro; Bellero è piemontese e padovano; Bellini compare in tutta Italia; Bellin è tipicamente vicentino e veneziano; Bellia è tipicamente siciliano con presenze in nord Italia; Bellitti è agrigentino, trapanese, napoletano, foggiano, potentino e tarantino; Bellitto ha un ceppo originario nel messinese, da cui hanno origine il ceppo catanese ed ennese, un ceppo pordenonese, un ceppo nel materano ed un altro nel viterbese; Bellizzi è cosentino, crotonese, barese e napoletano; Belloni è tipicamente centro-settentrionale e sardo; Bellone è piemontese e palermitano; Bellotti è tipicamente lombardo, ligure, emiliano, foggiano e napoletano; Bellotto è veneto; Belloti è palermitano e probabilmente è dovuto a errori di trascrizione; Lo Bello è tipicamente agrigentino e siracusano; Lobello è pugliese e calabrese; Lubelli è leccese; Lubello è leccese e catanzarese; La Bella è laziale, agrigentino e nisseno; Labella è laziale, iserniano e potentino; De Bella è romano, vibonese, reggino, messinese e palermitano; De Bello è barese, brindisino e tarantino; Dal Bello è trevigiano, rodigino e padovano; Del Bello è bergamasco, goriziano, triestino, anconetano, perugino, teatino, romano e del Piceno; Delbello è tipicamente triestino; Di Bella è siciliano; Di Bello è laziale, abruzzese, cosentino e brindisino; Dalbello è dovuto ad errori di trascrizione; Bellacchini, Bellizzo e De Belli sono unici.

## Persone
- Carlo Emanuele Belli (1818-1888) – militare italiano
- Carlo Saverio Belli (1852-1919) – botanico e micologo italiano
- Domenico Belli (XVII secolo) – compositore italiano
- Giuseppe Gioachino Belli (1791-1863) – poeta italiano